# Карельское православное братство
Православное Карельское братство во имя святого великомученика Георгия Победоносца — церковное православное братство. Имело своей целью распространение православия, благотворительность и борьбу с пан-финскими взглядами среди карел, в том числе с деятельностью «Союза беломорских карел».
Существовало в 1907−1917 годы. Распространяло свою деятельность на Олонецкую, Архангельскую губернии и Великое княжество Финляндское — места компактного проживания карел.

## История
Основано 26 ноября 1907 года архиепископом Финляндским и Выборгским Сергием (Страгородским) в селе Видлица при активной поддержке Олонецкого губернатора Н. В. Протасьева.
Имело отделения в городах Олонецкой губернии — Петрозаводске, Повенце, Каргополе, Вытегре, Лодейном Поле, Олонце, Пудоже, селе Вознесенье, городах Финляндии.
Попечителем братства был епископ Олонецкий и Петрозаводский Никанор (Надеждин).
При братстве имелась должность Синодального карельского миссионера для работы среди карел, перешедших в лютеранство. Особенно активно в жизни братства участвовал первый Синодальный карельский миссионер, а с 1913 года викарный епископ Сердобольский Киприан (Шнитников).
28 августа 1907 года в г. Кеми было открыто Архангельское епархиальное отделение братства. В 1909 году при нём открыта комиссия для составления алфавита карельских языков и перевода на карельский нового завета.
В Архангельской губернии 17 февраля 1908 года было открыто Православное Беломорско-Карельское братство Архангела Михаила, имевшее целью «просвещении беломорских карел в духе святой православной веры, в укреплении среди них, православия, и в противодействии пропаганды финляндцев».
В 1909 году Беломорское карельское братство вошло в состав Православного Карельского братства имени святого великомученика Георгия Победоносца.
К 1910 году в составе братства имелось 13 почётных членов, 167 пожизненных, 306 действительных, 58 членов-соревнователей). Имело свой знак.
Братство занималось устройством библиотек, в том числе так называемых «сумочных», русских и финских школ (в основном в Салминском, Суоярвском, Иломантском уездах), содействовало строительству православных храмов. Занималось переводом богослужебных книг, а также нравоучительной литературы (брошюры «Кузнец Иголкин», «Спасибо отцу», «Совесть заела» и т. п.) на карельский язык.
Братством открывались благотворительные учреждения, такие как столовая и сапожная мастерская в селе Паданы, дом престарелых в Салми
Издавало журнал на русском и карельском языках «Известия Карельскаго Братства», газету «Карельския Известия» (в Выборге).
С 3 апреля 1911 года начало издание своей газеты «Олонецкая неделя» в Петрозаводске, которую редактировал ректор Олонецкой духовной семинарии протоиерей Николай Чуков.
Кроме Православного Карельского братства на территории современной Карелии до революции 1917 года в разное время действовали Финляндское Православное Братство во имя преподобных Сергия и Германа Валаамских Чудотворцев (основано в 1884 году), Православное Александро-Свирское братство (открыто в 1892 г.), братство во имя святых апостолов Петра и Павла в Олонецком Архиерейском доме (открыто 1880 г.), Воскресенское Братство трезвости при Петрозаводском Кафедральном соборе (с 1913 г.), так или иначе соприкасавшиеся с карельским населением, однако не отделяя работу с ним от работы с людьми других национальностей.
Карельское Православное братство и Карельская православная миссия были упразднены после провозглашения независимости Великого княжества Финляндского в декабре 1917 года.